# Абрам (Бихор)
Абрам (рум. Abram) насеље је у Румунији у округу Бихор у општини Абрам. Насеље се налази на надморској висини од 130 m.

## Становништво
Према подацима из 2002. године у насељу је живело 970 становника.

### Попис2002.
| Расподела становништва по националности 2002.‍ | Расподела становништва по националности 2002.‍ | Расподела становништва по националности 2002.‍ | Расподела становништва по националности 2002.‍ | Расподела становништва по националности 2002.‍ |
| --------------------------------------------- | --------------------------------------------- | --------------------------------------------- | --------------------------------------------- | --------------------------------------------- |
|                                               |                                               |                                               |                                               |                                               |
| Румуни                                        | Румуни                                        |                                               | 576                                           | 59,4%                                         |
| Мађари                                        | Мађари                                        |                                               | 235                                           | 24,2%                                         |
| Роми                                          | Роми                                          |                                               | 157                                           | 16,2%                                         |